# Naiara Beristain
Naiara Beristain González (Guecho, Vizcaya, 4 de enero de 1992) es una futbolista española que milita en el Valencia CF de la Primera División de España. Ha pasado por las categorías inferiores de la selección española.

## Trayectoria
Se formó en las categorías inferiores del Athletic de Bilbao, equipo con el que debutó en primera división. En 2012 fichó por la Real Sociedad de San Sebastián, y en 2015 por el Valencia C. F., donde permaneció una temporada antes de volver a la Real Sociedad.
También ha jugado en la selección española. Participó en el Europeo Sub-19 de 2011, en el que marcó un gol en el primer partido contra la selección de los Países Bajos. 

El 31 de julio de 2018 la jugadora volvía a ser jugadora del Valencia CF presentada en el Media Day organizado por el club.
| Equipo         | País   | Año         |
| -------------- | ------ | ----------- |
| Athletic Club  | España | 2008 - 2012 |
| Real Sociedad  | España | 2012 - 2015 |
| Valencia C. F. | España | 2015 - 2016 |
| Real Sociedad  | España | 2016 - 2018 |
| Valencia C. F. | España | 2018 - Act  |